# B-Boy (catch)
Pour les articles homonymes, voir B-Boy.
Benito Cuntapay (né le 29 décembre 1978) est un catcheur américain catcheur plus connu sous son nom de ring, B-Boy. Il s'est distingué pour son travail dans le circuit indépendant, où il a travaillé dans des promotions comme la Combat Zone Wrestling (CZW), la Pro Wrestling Guerrilla (PWG), la Jersey All Pro Wrestling (JAPW) ou la Wrestling Society X (WSX). Il a été champion du monde poids lourd de la CZW, ICZW Iron Man Champion et trois fois champion du monde par équipe de la PWG (une fois avec Homicide et deux fois avec Super Dragon). Il a également remporté le tournoi CZW Best of the Best en 2003 et le tournoi PWG Tango & Cash Invitational en 2004 avec Homicide. Il a également lutté en tant que Bael pour Lucha Underground, mais a été tué, fictivement, par Matanza.

## Carrière

### Entraînement et circuit indépendant
Après avoir été formé par de nombreux catcheurs, dont Christopher Daniels, Cuntapay débute sur le circuit indépendant sous le nom de Benny Chong. Il forme rapidement une équipe avec « Funky » Billy Kim à l'Ultimate Pro Wrestling (UPW) : « The Manilla Thrillaz ». De 1999 à 2003, il travaille pour de nombreuses promotions, dont la Revolution Pro Wrestling, l'EPIC Pro Wrestling et la Golden State Championship Wrestling. Il catch également pour l'United Independent Wrestling Alliance, où il remporte le championnat UIWA Cruiserweight.
À la fin de l'année 2003, B-Boy commence à travailler principalement pour la Combat Zone Wrestling, la Jersey All Pro Wrestling et la Pro Wrestling Guerrilla, cependant, il a encore fait de nombreuses apparitions pour d'autres fédérations indépendantes du sud de la Californie. Le 18 juillet 2003, il participe au Best of the West Tournament de la World Power Wrestling (WPW), y battant Scorpio Sky et Disco Machine pour atteindre les demi-finales dans un match contre Lil 'Cholo qui se termine par une égalité, les envoyant tous les deux vers la finale. Cholo la remporte dans un match à quatre et, de ce fait, le tournoi. Un mois plus tard, le 16 août, lors d'un spectacle de l'All Pro Wrestling, B-Boy bat James Choi pour remporter le championnat mondial de l'Internet de l'APW. Moins d'une semaine plus tard, il apparait à la Major League Wrestling (MLW), faisant équipe avec Nosawa mais perdent contre Jose et Joel Maximo.
Le 31 janvier 2004, B-Boy se rend à Essen en Allemagne, à la Westside Xtreme Wrestling, et perd contre X-Dream dans un match à quatre avec, également, Thumbtack Jack et Steve Douglas. En juin, il participe au tournoi J-Cup de la JCW, atteignant la finale en battant Chris Idol et Josh Daniels, avant de perdre face à Super Dragon.Le mois suivant, il fait sa première apparition pour la Ring of Honor (ROH), s'inclinant face à Josh Daniels lors du main-event le 17 juillet à Do or Die III. Le 6 août 2004, il participe au Best of the West Tournament de la WPW pour la deuxième année consécutive, battant Jardi Frantz en finale pour, cette fois-ci, le remporter.
En 2005, B-Boy fait équipe avec Super Dragon, pour former l'équipe « Team PWG », et participe au tournoi Tag World Grand Prix tournament de la Chikara. Ils vainquent la « Mystery Team » de Glenn Specter et Ken the Box au premier tour, avant de s'incliner face à la Team Osaka Pro, comprenant Ebessan et Billyken Kid, au second. Il retourne à la ROH, battant Kevin Steen dans un match simple, le 19 février, à Do or Die IV, mais perd un six-way, face à Azrieal avec Izzy, Steen, Deranged et Dixie, le 5 mars,. Il fait ses débuts à la Pro-Pain Pro Wrestling (en) (3PW) le 18 juin 2005, battant Ruckus (catch) (en). Il fait une autre apparition à la ROH le 29 octobre à This Means War, perdant contre Colt Cabana.
En 2006, il est retourné à l'APW, dans un effort perdant contre Mr Prime Time à APW Gym Wars, le 1er avril.

### Combat Zone Wrestling (2003-2010, 2016-présent)

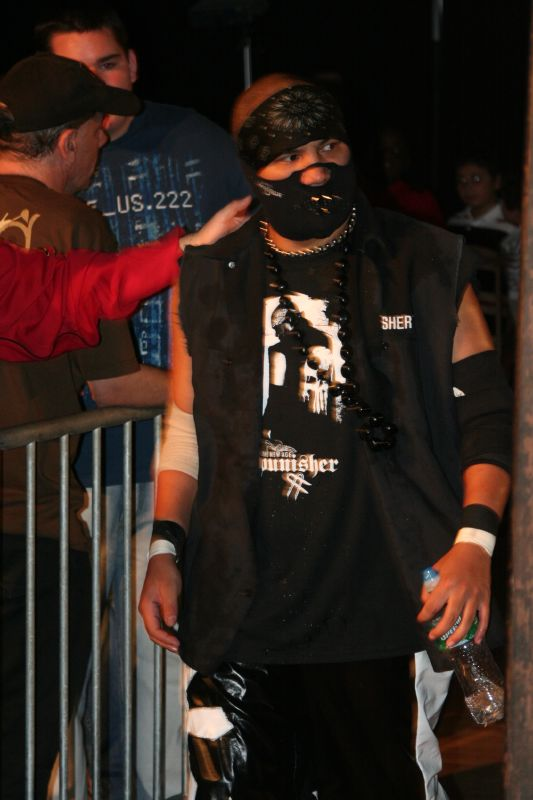
B-Boy avec un masque se dirigeant vers le ring en 2008.

À la Combat Zone Wrestling (CZW), Cuntapay, sous le nom de B-Boy, rejoint la faction Hi V, avec Messiah et The Backseat Boys (en), dirigés par Dewey Donovan. Le 12 avril 2003, B-Boy bat Deranged, Lil Cholo, Jay Briscoe et Sonjay Dutt pour remporter le tournoi Best of the Best,. Le 20 juillet, Hi V se révolte contre le propriétaire de CZW, John Zandig, ce qui conduit le autres catcheurs à les chasser du bâtiment. Cela permet aux membres de Hi V de prendre une courte pause de la CZW. B-Boy est revenu lors du spectacle Uprising du 11 octobre et bat Homicide,. Il continue à travailler régulièrement vers la fin de l'année 2003 et en 2004 et participe à de nombreux matches pour les titres, mais sans les remporter, Le 10 juillet 2004, B-Boy participe au quatrième tournoi annuel Best of the Best dans le but de le gagner pour la deuxième fois consécutive, mais perd contre Roderick Strong en quart de finale. Après un autre court hiatus de la fédération, B-Boy bat Dan Maff le 11 décembre pour remporter le Xtreme Strong Style Tournament. Cela lui vaut un match ce soir-là contre le champion Iron Man de la CZW, Chris Hero, qu'il bat pour remporter le championnat. Après des défenses réussies contre Kaos, B-Boy le perd contre Franky The Mobster (en) le 5 février 2005 à Only the Strong: Scarred for Life,.
Le 2 avril 2005, B-Boy défie sans succès Ruckus pour le championnat du monde des poids lourds de la CZW, et le 14 mai, il participe au cinquième tournoi Best of the Best, se qualifiant pour la finale, où il perd contre Mike Quackenbush dans un match à quatre,. Le 13 août, B-Boy perd un match Loser Leaves Town contre Nate Webb, bien qu'il y revienne un peu moins d'un mois plus tard le 10 septembre, au Chri$ Ca$h Memorial Show,. Après cela, il n'apparait que sporadiquement à la CZW, faisant une apparition au Chri$ Ca$h Memorial Show 2006, puis, plus tard dans la nuit, défie sans succès LuFisto pour le CZW Iron Man Championship,. Il participe également au septième tournoi Best of the Best le 14 juillet 2007, battant Cheech, Ricochet, Brandon Thomaselli et Jigsaw mais perd en finale contre Joker.
Le 30 janvier 2010, à High Stakes 4 - Sky's the Limit, B-Boy remporte le championnat du monde des poids lourds CZW, en battant l'ancien champion Drake Younger. Il a conserve le championnat pendant deux semaines, avant de le perdre face à Jon Moxley le 13 février. B-Boy a annoncé sur son compte Twitter qu'il reviendrait à la CZW pour affronter AR Fox. Plus tard, il est annoncé qu'il affronterait Jonathan Gresham lors de Proving Grounds.

### IWA Mid-South(2003-2007)
B-Boy apparait pour la première fois à l'Independent Wrestling Association Mid-South (en) (IWA Mid-South) dans le cadre du 2003 Ted Petty Invitational, battant J.C. Bailey et Nigel McGuinness avant de perdre face à Chris Hero en demi-finale. Il apparaît plus tard le 9 avril 2004, dans une défaite contre A.J. Styles. Il apparait la nuit suivante, lorsqu'il bat Chris Hero dans un match de deux tombé sur trois qui dure 45 minutes. Il continue à travailler sporadiquement pour l'IWA Mid-South en 2004, face à des catcheurs tels que CM Punk, Petey Williams et Alex Shelley,,.
Début 2005, B-Boy fait une pause de la fédération, revenant le 29 avril à Revenge Served Cold, battant Sal Thomaselli dans un Tables, Ladders, and Chairs match, dans ce qui est son dernier match à l'IWA Mid-South pendant plus d'un an. Il fait son retour le 29 septembre 2006, s'inclinant face à Arik Cannon au premier tour du tournoi Ted Petty Invitational. Il fait d'autres apparitions en décembre 2006 et à nouveau en juin 2007,.

### Jersey All Pro Wrestling

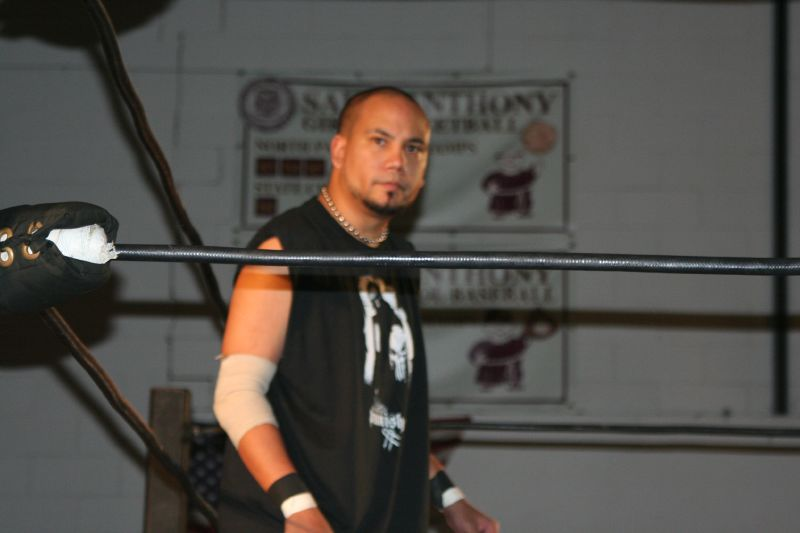
B-Boy lors d'un spectacle de la JAPW en novembre 2008.

Le 5 juin 2004, B-Boy fait ses débuts à la Jersey All Pro Wrestling (JAPW), perdant contre Trent Acid. Le 18 septembre, il perd contre Low Ki,. Pour sa quatrième apparition dans la promotion le 29 janvier 2005, B-Boy et Homicide, connus sous le nom de The Strong Style Thugs, vainquent The Christopher Street Connection pour remporter le JAPW Tag Team Chamionship. Ils conservent le titre pendant un peu moins de deux mois, avant de le perdre face à l'équipe de Teddy Hart et Jack Evans dans un match en cage. Après une participation plus sporadique, B-Boy bat Azrieal pour remporter le championnat JAPW Light Heavyweight le 4 juin 2005, mais on lui retire le titre plus tard cette année.
Il continue de travailler dans la fédération de manière moins soutenue jusqu'au 8 décembre 2007, quand il perd contre Azrieal et Arcadia dans ce qui est présenté comme son match de retraite,. Malgré cela, il revient à la JAPW un peu moins d'un an plus tard, défiant sans succès le champion poids-lourd Kenny Omega. il y fait un retour pour catcher contre le New Jersey State Champion Bandido Jr., le 24 janvier 2009.

### Pro Wrestling Guerrilla(2003-2006, 2009, 2011-2014)
En 2003, B-Boy fait ses débuts à la Pro Wrestling Guerrilla (PWG), battant Tony Kozina le 29 août. L'année suivante, il a fait quelques apparitions, jusqu'en novembre 2005, quand il a commencé à travailler régulièrement pour la fédération. Le 15 novembre, Ronin et lui défient Davey Richards et Super Dragon pour le PWG World Tag Team Championship, mais l'effort se révèle perdant. Il se produit ensuite principalement en solo, affrontant des lutteurs comme Chris Sabin, El Generico et Excalibur, avec des résultats mitigés,,.
Au milieu de l'année 2006, il commencé entrer en lice pour remporter divers championnats, perdant un match pour le championnat par équipe, avec Human Tornado (en), contre Scott Lost et Chris Bosh, et il est battu par le champion du monde de la PWG, Joey Ryan dans un « Tables, Ladders and Chairs steel cage match »},. Le 7 octobre, il fait équipe avec Super Dragon pour remporter le PWG World Tag Team Championship des mains de Lost et Bosh. Après des défenses fructueueses contre Chris Hero et Claudio Castagnoli, ils le perdent contre Davey Richards et Roderick Strong le 17 novembre,. Cependant, ils le reprennent le lendemain en remportant un match à quatre, avec Alex Shelley et Chris Sabin, et Hero et Castagnoli. Leur deuxième règne est, lui aussi, de courte durée, et ils perdent le championnat contre El Generico et Quicksilver un peu plus de deux semaines plus tard, le 2 décembre.

## Palmarès
- 3-2-1 BATTLE!
  - 3-2-1 Solid Steel Championship (1 fois)[63]
- All Pro Wrestling (en)
  - APW Worldwide Internet Championship (en) (1 fois)[64]
- Alternative Wrestling Show
  - AWS Heavyweight Championship (1 fois)[65]
- Battleground Pro Wrestling
  - Ring Warrior Championship (1 fois)
- California Championship Wrestling
  - CCW Cruiserweight Championship (1 fois)[1]
  - CCW Maximum Championship<rsef name="OWOW"/>
  - CCW World Tag Team Championship (3 fois)[1]
- Combat Zone Wrestling
  - CZW Iron Man Championship (1 fois)[11]
  - CZW World Heavyweight Championship (1 fois)[28]
  - Best of the Best (2003)[11]
  - Xtreme Strong Style Tournament (2004)[1]
  - Introduction dans la promotion de 2019 du CZW Hall of Fame (en)[66]
- Finest City Wrestling
  - FCW Heavyweight Championship (1 fois)[67]
- FIST Combat
  - FCW Heavyweight Championship (3 fois)[68]
- Jersey All Pro Wrestling
  - JAPW Light Heavyweight Championship (en) (1 fois)[1]
  - APW Tag Team Championship (en) (1 fois) - avec Homicide[1]
- New Wave Pro Wrestling
  - NWPW Rapid Division Championship
- Pro Wrestling Guerrilla
  - PWG World Tag Team Championship (3 fois) - avec Homicide (1) et Super Dragon (2)[1]
  - Vainqueur du Tango & Cash Invitational (2004) - avec Homicide
- Pro Wrestling Illustrated
  - Classé 206e du classement PWI 500 en 2009[69]
- SoCal Uncensored (en)
  - Match de l'année en 2001 contre Super Dragon, le 3 novembre à la Millennium Pro Wrestling[70]
  - Match de l'année en 2003 avec Super Dragon contre Jardi Frantz et Bobby Quance, le 29 mars, à la Goldenstate Championship Wrestling[71]
  - Match de l'année en 2014 contre Joey Kaos, le 25 juillet, à la AWS[72]
  - Catcheur de l'année 2002 et 2015[73],[74]
  - Catcheur de l'année 2017[75]
- Ultimate Pro Wrestling
  - UPW Light Heavyweight Championship (2 fois)[1]
  - UPW Tag Team Championship (en) (1 fois) - avec Funky Billy Kim[76]
- Union Independent Pro Wrestling
  - UIWA Cruiserweight Championship (1 fois)[1]
  - UIWA Tag Team Championship (1 fois)[77]
- World Power Wrestling
  - Vainqueur du tournoi Best of the West de 2004[78]